# Tagant
Le Tagant (en arabe : ولاية تكانت) est une région administrative (wilaya) située au centre de la Mauritanie, appelé également le plateau du Tagant ou encore le « désert des crocodiles ». 
Sa capitale est Tidjikdja. Le mot "tagant" signifie "forêt" en langue berbère.

## Histoire

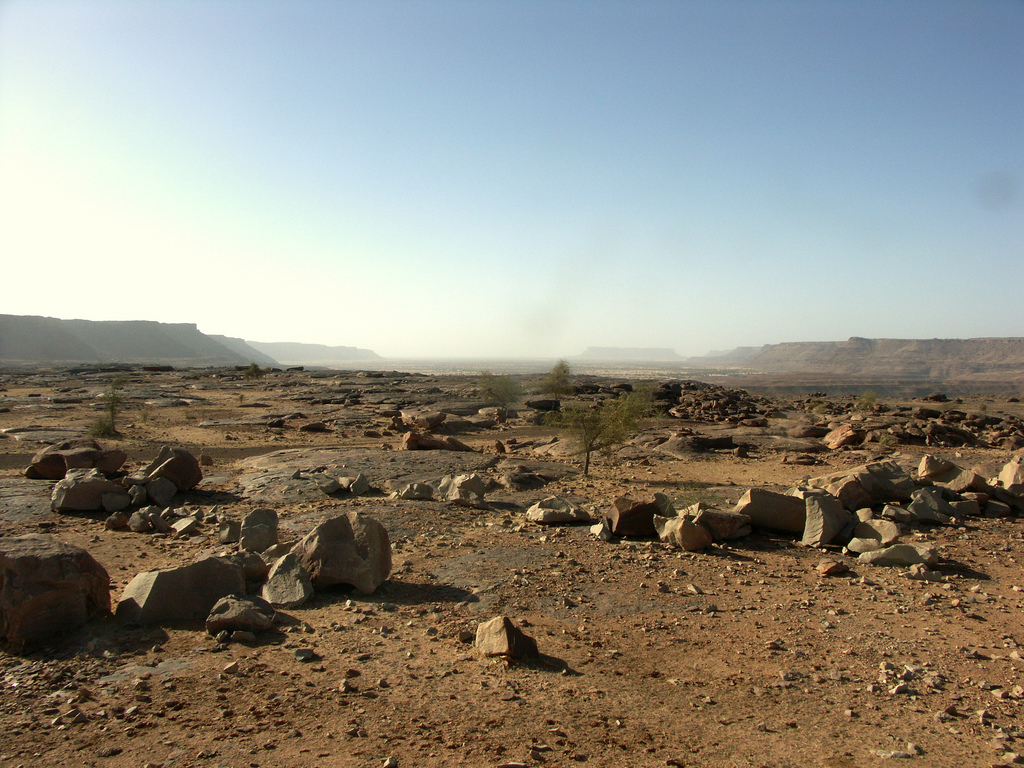
La passe de Djouk

Cette région était tenue par le Royaume Peuls au XVe siècle.

## Géographie

### Population
Exodes liés aux invasions, aux sécheresses et à l'enclavement de la région ont contribué à la diminution de la population du Tagant qui compte à peine 70 000 habitants en 2009. 

Lors du Recensement général de la population et de l'habitat (RGPH) de 2000, le Tagant comptait 76 620 habitants.

## Organisation territoriale

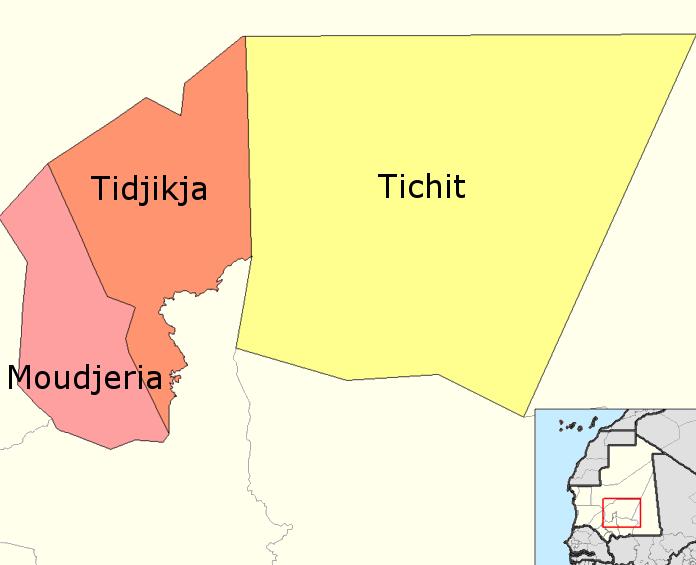
Départements du Tagant.

Le Tagant est limité par six autres régions administratives, au nord par l'Adrar, à l'est par le Hodh El Chargui, au sud par le Hodh El Gharbi et l'Assaba, à l'ouest par le Brakna et le Trarza.
Les trois départements de la région du Tagant sont Moudjeria, Tichit et Tidjikja.
Les deux arrondissements sont Khoudya et Rachid. 
Le Tagant compte dix communes : Tidjikdja, Moudjeria, Tichitt, Lekhcheb, El Wahatt, Soudoud, Tensigh, Boubacar Ben Amer, Lehsira et Nbeika. 